# Salah Chammah
Salah Chammah (ar. صلاح شماع; ur. 17 lipca 1937 w Bejrucie) – libański sztangista, olimpijczyk.
Brał udział w Letnich Igrzyskach Olimpijskich 1960 (Rzym). Wziął udział w wadze piórkowej (do 60 kg), w której zajął 14. miejsce z wynikiem 307,5 kg w trójboju (rwanie – 97,5 kg, podrzut – 117,5 kg, wyciskanie – 92,5 kg).
W 1959 r. zdobył brązowy medal na igrzyskach śródziemnomorskich, które rozegrano w Bejrucie (295 kg w trójboju).